# 數碼顯微鏡

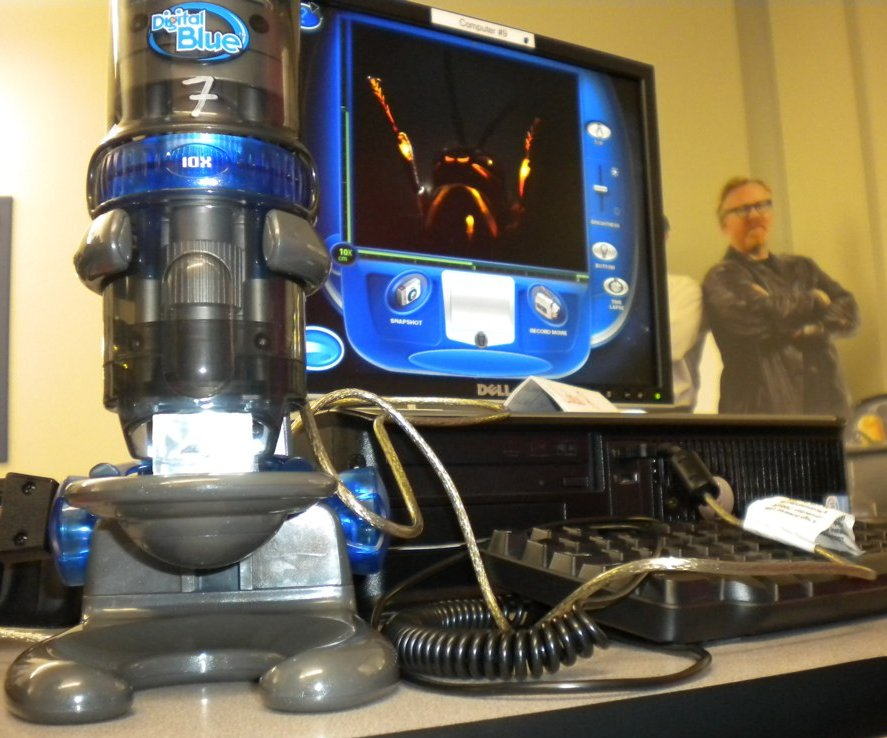
用USB显微镜观察昆虫

數碼顯微鏡（英語：Digital microscope／Computer microscope）是一種結合傳統光學顯微鏡及視像鏡頭而成的顯微鏡，主要用於教學用途。
數碼顯微鏡的主要好處在於：傳統的光學顯微鏡只能供一人使用，要分享顯微鏡的影像很困難，而要拍攝顯微鏡內的影像，亦往往需要用到特別的儀器幫助。然而，數碼顯微鏡由於可以與電腦接駁，使顯微鏡內的視像可以透過連接到課室的投影機播放，使課室內的學生可以一同觀看影像，對課堂秩序的管理亦有幫助。

## 發展歷史
世上第一台數位顯微鏡於1986年在日本東京的一家鏡頭生產公司製造，就是現在的Hirox公司。現時Hirox的主要業務是生產數碼顯微鏡，但仍然有製造鏡頭。Hirox生產的數碼顯微鏡是一種比較大型的系統，現時的型號有KH-7700及KH-1300。
台灣由安鵬科技所研發的Dino-Lite數位顯微鏡，2009年獲得德國iF設計大獎。針對研究學術機構或企業等領域，近年研發的手持式顯微鏡接近百款，影像品質也相當不錯，外銷世界各地。

## 手持式數碼顯微鏡
現時市面有部份數碼顯微鏡可以讓用戶從底座拿起，直接對準觀察物。在教學上，教師可以即時利用身邊的事物來作顯微鏡的講解事項。舉例說：教師可以透過手動調校目鏡與觀測物的距離來把觀測物放大，而這些觀測物可以是學生的手掌、頭髮、甚或口腔、牙齒。
這樣的儀器在觀念上是一項突破：過去觀察物要遷就顯微鏡，現在顯微鏡可以遷就觀察物。因為這項改變，使得使用者可以在幾乎任何時間、任何地點觀察微小的事物。
除了以上所述的教學使用方面，近來手持式數碼顯微鏡也被廣泛運用在田野調查（Field Study），以及產業方面的運用。

## 注意事項
當投影高倍數的影像時，單單依靠顯微鏡本身的光源未必能使影像清晰投現。這時，我們需要透過額外的手電筒為顯微鏡提供光源。新的產品也有內建LED光源的機種，使用上較為方便。

## 現有產品
| 型號                         | 描述                                                                                                  | 支援系統                 | 連接界面 | 可手持 | 可獨立運作    |
| ---------------------------- | --- | ------------------------ | -------- | ------ | ------------- |
| Digital Blue QX5             | 現時香港教統局的教師資源中心及常識科學習中心可供外借的型號。內置3組(10x, 60x, 200x)可變換的數碼鏡頭。 | 支援Windows，未支援Vista | USB      | 可     | 不可          |
| Dino-Lite                    | 產品皆由台灣研發製造，有近100種款式可供選擇，影像品質有不錯的水準，全球有17家代理商;                  | 支援Windows及Mac OS;     | USB或TV; | 可     |               |
| Motic                        | 只有一組鏡頭，但可把視像鏡頭換成光學鏡頭                                                              | 支援Windows              | USB      | 不可   | 可 (只限光學) |
| Scalar DG-3                  | 內建3.5吋液晶螢幕，不需外接個人電腦也可使用。216萬畫素，可更換鏡頭，重量約500克。                     |                          |          | 可     | 可            |
| Scalar M2                    | 31萬畫素，可更換鏡頭。                                                                                |                          | USB      | 可     | 不可          |
| X-Loupe攜帶式數位顯微鏡 A201 | 可更換不同倍率鏡頭的手持機種，不需外接電腦運作。800萬畫素，重量約300克。                              |                          |          | 可     | 可            |
| X-Loupe攜帶式數位顯微鏡 G21  | 可更換不同倍率鏡頭的手持機種，不需外接電腦運作。1000萬畫素，重量約600克。                             |                          |          | 可     | 可            |